# جستجوی عدالت (فیلم ۲۰۱۱)
جستجوی عدالت (به انگلیسی: Seeking Justice) فیلمی است محصول سال ۲۰۱۱ به کارگردانی راجر دونالدسون. در این فیلم بازیگرانی همچون نیکلاس کیج، جنیوری جونز، هارولد پرینوا، جنیفر کارپنتر، زاندر برکلی، گای پیرس، آیرونی سینگلتون و کالن موس ایفای نقش کرده‌اند.

## خلاصه داستان
داستان فیلم جستجوی عدالت در مورد یک معلم ادبیات (نیکولاس کیج) در شهر نیوئورلان است که همسرش مورد ضرب و شتم و تجاوز قرار می گیرد و در این بین فردی به او مراجعه می کند و مدعی مشود که می‌تواند فرد متجاوز را به قتل برساند . اما در مقابل باید کاری مشابه را او برای آنها انجام دهد.